# Manuel Castro Fernández
Manuel Castro Fernández, inventor de Castro Caldelas, Ourense. Creador, en 1959, de un modelo mejorado de radiolocalizador de aviones.
En junio de 1957, la revista Blanco y negro dedicaba un artículo al radiolocalizador, destacando el modelo de Manuel Castro entre los sistemas anteriores de radiolocalización por su posible utilización en cualquier punto del globo, ya que era sensible a toda clase de señales. La pantalla admitía mapas de escala variable, lo que permitía utilizar en cada momento la carta más conveniente. El manejo del radiolocalizador no podía ser más sencillo: una vez encendido el equipo, aparecían en la pantalla del indicador dos puntos luminosos, uno rojo y otro verde, los cuales por medio de unos mandos laterales podían ser desplazados en todas direcciones, hasta hacerles coincidir en el mapa con las dos estaciones o radiofaros seleccionados.